# Rodenbergsche Vaart
De Rodenbergsche Vaart is een vaart in de provincie Utrecht. De vaart loopt ten zuiden Driebergen-Rijsenburg en verbindt het Buitenplaats Dennenburg met de Langbroekerwetering. De naam is afgeleid van Rooijenberg, het oorspronkelijke Dennenburg. 
Begin 17de eeuw werd langs de Utrechtse en Hollandse rivieren een uitgebreid stelsel van jaagpaden aangelegd ten behoeve van de trekvaart. Voor de trekvaart tussen Wijk bij Duurstede en Utrecht kreeg in 1635 ook een deel van de Kromme Rijn een jaagpad. Vanwege de slechte bevaarbaarheid van de Kromme Rijn tussen Cothen en Odijk werd in 1635 tussen Cothen en Langbroek als omleiding de Cothergrift gegraven. Schepen vanuit Wijk bij Duurstede konden via deze nieuw gegraven grift en de Langbroekerwetering bij Odijk hun weg naar Utrecht vervolgen op de Kromme Rijn. 
De eigenaren van buitenplaatsen langs de Langbroekerwetering, op de flank van de Utrechtse Heuvelrug, profiteerden van deze omlegging. Vanaf hun buitens lieten zij vaarten graven die haaks op de Langbroekerwetering stonden. Via deze rechte vaarten konden bouwmaterialen voor hun buitens worden aangevoerd en kon het hout van hun landgoederen worden afgevoerd. 
De Rodenbergsche Vaart werd gegraven vanaf een hofstede aan de Langbroekerdijk naar het noordelijker gelegen landgoed Dennenburg en het belendende Broekbergen. Op het landgoed werd na 1729 naast het landhuis een nieuwe boerderij gebouwd. De oude hofstede kreeg de nieuwe naam Rooijenberg en verviel tot schippershuis/daglonerwoning. De Rodenbergsche Vaart sloot aan op de sloot op de siertuin aan de zuidoostzijde van het omgrachte Dennenburg.  Ook een boerderij aan de Rodenburgse Vaart droeg de naam Rodenberg.  Andere verbindingsvaarten tussen buitens in de omgeving en de Langbroekerwetering zijn de Wulperhorsterwetering (Wulperhorst), de Rijnwijksche Wetering (Rijnwijk en De Breul) en de Schippersvaart (Sparrendaal).
De straatnaam Rodenbergse Dreef in Driebergen is genoemd naar de Rodenbergsche Vaart. 